# Fallen (film, 2006)
Pour les articles homonymes, voir Fallen.
Pour plus de détails, voir Fiche technique et Distribution.
Fallen est un film austro-allemand réalisé par Barbara Albert, sorti en 2006.

## Synopsis
Cinq femmes se retrouvent pour l'enterrement de leur ancien professeur.

## Fiche technique
- Titre : Fallen
- Réalisation : Barbara Albert
- Scénario : Barbara Albert
- Photographie : Bernhard Keller
- Montage : Karina Ressler
- Production : Barbara Albert, Martin Gschlacht, Antonin Svoboda et Bruno Wagner
- Société de production : Coop99 Filmproduktion, ZDF et Arte
- Pays :  Allemagne et  Autriche
- Genre : Drame
- Durée : 88 minutes
- Dates de sortie : 
  -  Autriche : 8 septembre 2006

## Distribution
- Nina Proll : Nina
- Birgit Minichmayr : Brigitte
- Kathrin Resetarits : Carmen
- Ursula Strauss : Alex
- Gabriela Hegedüs : Nicole
- Ina Strnad : Daphne
- Georg Friedrich : Norbert
- Darina Dujmic : Sandra
- Simon Hatzl : Stefan
- Christian Strasser : Manfred
- Erich Knoth : Patrick
- Noemi Fischer : Margot
- Hary Prinz : Kurt
- Dieter Hermann : Ronnie

## Distinctions
Le film a été présenté en sélection officielle en compétition à la Mostra de Venise 2006.